# 吹浦站
吹浦站（日语：／ Fukura eki */?）是位於山形縣飽海郡遊佐町吹浦字上川原45番，東日本旅客鐵道（JR東日本）的羽越本線車站。
每日設有1往返班次來往此站與酒田站之間。

## 歷史
- 1920年（大正9年）7月20日：陸羽西線遊佐站至此站之間開業，此站啟用。
- 1921年（大正10年）11月15日：陸羽西線此站至象潟站之間開業。
- 1924年（大正13年）4月20日：陸羽西線鼠關站至羽後岩谷站之間編入至羽越線。
- 1925年（大正14年）11月20日：隨著支線與赤谷線啟用，羽越線改名為羽越本線。
- 1981年（昭和56年）10月15日：成為簡易委託車站[1]。
- 1987年（昭和62年）4月1日：伴隨國鐵分割民營化，車站由東日本旅客鐵道（JR東日本）營運。
- 2008年（平成20年）4月1日：成為無人車站。
- 2010年（平成22年）4月1日：管理站由象潟站改為羽後本莊站。

## 車站構造
車站是一座地面車站，設有1面1線的單式月台和1面2線的島式月台，共設有2面3線的月台。各月台之間設有跨線橋連接。
由於車站月台建設在彎位上，特別上行列車進入單式月台時會較難留意。因此，在單式月台跨線橋附近設有「列車接近警報機(隧道用)」，當1號月台列車進站時會發出警報聲。但是該警報機不是用作提醒乘客，而是為了提醒線路維修工人有列車從隧道進站。
此站是由羽後本莊站管理的無人車站。在2008年3月，此站曾經為簡易委託車站，當時設有POS終端。

### 月台
| 月台 | 路線      | 上下行 | 方向               |
| ---- | --------- | ------ | ------------------ |
| 1    | ■羽越本線 | 上行   | 酒田方向           |
| 2    | ■羽越本線 | 上行   | 酒田方向（待避線） |
| 3    | ■羽越本線 | 下行   | 秋田方向           |

## 使用狀況
在2007年度，此站1日平均乘車人次為102人。
| 年度 | 1日平均人次 |
| ---- | ----------- |
| 2000 | 162         |
| 2001 | 160         |
| 2002 | 154         |
| 2003 | 148         |
| 2004 | 145         |
| 2005 | 125         |
| 2006 | 109         |
| 2007 | 102         |

## 車站周邊
在站前設置了於當地出身的第一代鐵路助理佐藤政養銅像。
- 鳥海山大物忌神社吹浦口之宮
- 吹浦郵局
- 湯之田溫泉（日语：湯ノ田温泉）
- 庄内綠農業協同組合吹浦分
- 國道345號（日语：国道345号）
- 十六羅漢岩（日语：十六羅漢岩）
- 鳥海藍線（日语：鳥海ブルーライン）
- 吹浦漁港（日语：吹浦漁港）
- 石原莞爾墓地
- 酒田警署（日语：酒田警察署）吹浦駐守所

## 相鄰車站
東日本旅客鐵道
■羽越本線
遊佐－吹浦－女鹿（※）－小砂川
（※）部分普通列車不停女鹿站。

## 注腳
1. ↑  日本國有鐵道公示S56.10.14公89
2. 1 2 3  . 東日本旅客鉄道.   [2020-03-13]. （原始内容存档于2020-11-15） （日语）.
3. ↑  『山形県の鉄道輸送』平成26年度版 - 山形県 （页面存档备份，存于）（日語）

## 外部連結
- 車站資訊（吹浦）：東日本旅客鐵道（日語）